# Apol·linar de Hieràpolis
|  | Per a altres significats, vegeu «Apol·linar». |

Apol·linar de Hieràpolis, Claudi Apol·linar o Apol·linar l'Apol·logista (en llatí Apollinaris, en grec Ἀπολλινάριος) (Hieràpolis, primera meitat del s. II - ca. 180) va ser un apologista i bisbe de Hieràpolis de Frígia. És venerat com a sant per diverses confessions cristianes. No s'ha de confondre amb Apol·loni l'Apologista, màrtir, també sant i apologista del mateix període.

## Vida
Va ésser bisbe de Hieràpolis, cap al 170 i hi esdevingué famós per les seves obres polèmiques contra les heretgies del moment, demostrant que els seus errors derivaven de les creences paganes. Va escriure una Apologia de la fe cristiana (λόγοι ὑπὲρ τῆς πίστεως ἀπολογίας) dirigida a l'emperador Marc Aureli, dos llibres contra els jueus, cinc contra els gentils, contra els montanistes i els encratits, i dos llibres De la veritat. Totes les seves obres s'han perdut, llevat d'alguns fragments en obres d'altres autors.
No se sap del cert la data de la seva mort, que va tenir lloc durant el regnat de Marc Aureli.